# کوانتیزه‌کردن کانونیک
کوانتیزه کردن کانونیک (به انگلیسی: Canonical quantization)  در فیزیک یک رویه برای اندازه گیری یک نظریه کلاسیک است که سهمی در ساختار رسمی، مانند تناسب نظریه کلاسیک دارد.
به‌طور تاریخی  کوانتیزیشن کانونیک روش هایزنبرگ برای بدست آوردن مکانیک کوانتم نبود بلکه دیراک آن را در تز دکترای خود در سال۱۹۲۶ با عنوان روش کلاسیک برای کوانتیزه کردن معرفی کرد و به شرح آن در متن کلاسیک خود پرداخت. کلمه کانونیک از نزدیک بودن هامیلتونی به مکانیک کلاسیک به وجود آمده که در آن حرکت‌های سیستم به وسیلهٔ براکت‌های پواسون کانونیک، ساختاری که فقط در کوانتیزه کردن کانونیک حفظ می‌شود، ایجاد می‌گردد.
این روش توسط دیراک در ساختار الکترو دینامیک کوانتمی بیشتر به معنی نظریه میدان کوانتمی استفاده می‌شد. در نظریه میدان، این روش همچنین کوانتیزه ثانویه نامیده می‌شود که در مقابل کوانتیزه اولیه نیمه کلاسیک برای ذرات واحد است.

## تاریخچه
ابتدا فیزیک کوانتم تنها با کوانتیزه کردن حرکات ذرات که از خود میدان الکترومغناطیسی را بطور کلاسیک به جا گذاشته‌اند، سرو کار داشت، بنابراین مکانیک کوانتم نام گرفت. بعداً میدان الکترومغناطیس اندازه‌گیری شدوحتی ذرات، خودشان توسط میدان‌های اندازه‌گیری شده نمایش داده شدندکه در کل نتیجه، توسعه الکترودینامیک کوانتم و نظریه میدان کوانتمی می‌باشد. بنابراین شکل اولیه مکانیک کوانتمی ذرات توسط انجمن،کوانتیزه اولیه نام گرفت درحالی که نظریه میدان کوانتمی در بیان کوانتیزه ثانویه فرمول بندی می‌شود.

## سیستم تک ذره‌ای
بیان بعدی براساس مقاله دیراک تحت عنوان مکانیک کوانتم است. درمکانیک کلاسیک ذرات، متغیرهای دینامیکی وجود داردکه شامل، مختصات (x) , (p)است که این متغیرها حالت سیستم کلاسیک را تعیین می‌کنند. ساختار کانونیک مکانیک کلاسیک شامل براکت‌های پواسون بین این متغیرها مانند ۱={x,p} می‌شود. همهٔ تغییرات متغیرها که در داخل براکت قرار می‌گیرنددر مکانیک کلاسیک به عنوان تغییرات کانونیک هستند. حرکت هم یک تغییرکانونیک است.
در مقابل در مکانیک کوانتم همهٔ ویژگی‌های مهم ذرات در حالت{\displaystyle |\psi \rangle }, قرار می‌گیرندکه حالت کوانتمی نامیده می‌شود. ویژگی‌های قابل مشاهده توسط عملگرهایی که بر فضای هیلبرت حالت هی کوانتم عمل می‌کنند بیان می‌شود. مقدار یک عملگر بر روی یکی از ویژه حالت‌های خود که مقدار قابل اندازه‌گیری بر روی ذرات را بیان می‌کنند، عمل می‌کند. برای مثال انرژی توسط عملگر هامیلتونی {\displaystyle ({\hat {H}})} که بر روی حالت {\displaystyle |\psi _{n}\rangle },عمل می‌کند، نشان داده می‌شود. حاصل {\displaystyle {\hat {H}}|\psi _{n}\rangle =E_{n}|\psi _{n}\rangle }, جایی که، {\displaystyle E_{n}} انرژی مشخصه است که به ویژه حالت انرژی بیان شود. به عنوان مثال، {\displaystyle |\psi \rangle =\sum _{n=0}^{\infty }a_{n}|\psi _{n}\rangle }, که در آن an ثابت است.
در مکانیک کلاسیک همهٔ عملگرهای دینامیکی می‌توانند توسط تابعی از متغیرهای مکان و تکانه به ترتیب {\displaystyle {\hat {X}}} و and {\displaystyle {\hat {P}}}, نمایش داده شوند. ارتباط این نمایش ونمایش متداولتر تابع موج توسط ویژه حالت عملگر مکان {\displaystyle {\hat {X}}} است که این عملگر ذره‌ای را در مکان xنمایش می‌دهد وتوسط جز {\displaystyle |x\rangle } در فضای هیبریت نشان داده می‌شود و {\displaystyle {\hat {X}}|x\rangle =x|x\rangle } و {\displaystyle \psi (x)=\langle x|\psi \rangle }.
همچنین ویژه حالت {\displaystyle |p\rangle } عملگر تکانه {\displaystyle {\hat {P}}} نمایش زی را تعیین می‌کند:{\displaystyle \psi (p)=\langle p|\psi \rangle }.
ارتباط مرکزی بین این عملگرها یک شباهت کوانتمی فراتر از براکت‌های پواسون مکانیک کلاسیک است که ارتباط تبدیلی کانونیک نامیده می‌شود.
{\displaystyle [{\hat {X}},{\hat {P}}]={\hat {X}}{\hat {P}}-{\hat {P}}{\hat {X}}=i\hbar }.
این ارتباط اصل عدم قطعیت را به شکل Δx Δp ≥ ħ/2 رمز گزاری می‌کند. این ساختار جبری شاید بدین گونه  به عنوان شباهت کوانتمی ساختار کانونیک مکانیک کلاسیک در نظر گرفته می‌شود.

## سیستم چند ذره‌ای
وقتی که به سیستم ذرات n تایی برمی گردیم یعنی سیستم‌هایی که شامل Nعدد ذرات همانند هستند ذراتی که توسط اعداد کوانتمی مانندجرم، بار، اسپین مشخص می‌شوند. یک بسط از تابع حال تک ذره‌ای {\displaystyle \psi (\mathbf {r} )} به تابع حالت N ذره‌ای لازم است یعنی {\displaystyle \psi (\mathbf {r} _{1},\mathbf {r} _{2},...,\mathbf {r} _{N})}. یک تفاوت بنیادی بین مکانیک کلاسیک و کوانتم مربوط به ایدهٔ غیر قابل تشخیص بودن ذرات همانند است. تنها دو نوع از ذرات در فیزیک کوانتمی  بدین گونه امکان دارند که به بوزون‌ها و فرمیون‌ها معروفند، از این قوانین پیروی می‌کنند.
{\displaystyle \psi (\mathbf {r} _{1},...,\mathbf {r} _{j},...,\mathbf {r} _{k},...,\mathbf {r_{N}} )=+\psi (\mathbf {r} _{1},...,\mathbf {r} _{k},...,\mathbf {r} _{j},...,\mathbf {r} _{N})} (بوزون‌ها)
{\displaystyle \psi (\mathbf {r} _{1},...,\mathbf {r} _{j},...,\mathbf {r} _{k},...,\mathbf {r_{N}} )=-\psi (\mathbf {r} _{1},...,\mathbf {r} _{k},...,\mathbf {r} _{j},...,\mathbf {r} _{N})} (فرمیون‌ها).
جایی که ما دو مختصات از تابع حالت {\displaystyle (\mathbf {r} _{j},\mathbf {r} _{k})} را جابجا می‌کنیم تابع موج متداول استفاده از تعیین کننده اسلاتر ونظریهٔ ذرات همانند را فراهم کرده‌است. استفاده از این پایه حل مشکل چند ذره‌ای با موضوعات و محدودیت‌هایی که ما می‌خواهیم دید را امکان‌پذیر کرده‌است.

## موضوعت و محدودیت‌ها
در کتاب دیراک قانون محبوب او در مورد جابجا کردن براکت‌های پواسون توسط مبدل‌ها شرح داده شده‌است:
این قانون به همین سادگی که به نظر می‌رسد نیست. زمانی مشاهدات کلاسیک قابل بحث هستند که چند جملاه ای‌های از مراتب بالا باشند.
برای مثال خواننده مشتاق است بررسی دو تساوی زیر ابداع شده توسط Groenewold، انجام دهد "توسط اصول مکانیک کوانتوم ابتدایی"، با فرض رابطهٔ جابجایی
{\displaystyle [{\hat {x}},{\hat {p}}]=i\hbar }:
{\displaystyle {\begin{aligned}\{x^{3},p^{3}\}+{\tfrac {1}{12}}\{\{p^{2},x^{3}\},\{x^{2},p^{3}\}\}&=0\\{\tfrac {1}{i\hbar }}[{\hat {x}}^{3},{\hat {p}}^{3}]+{\tfrac {1}{12i\hbar }}\left[{\tfrac {1}{i\hbar }}[{\hat {p}}^{2},{\hat {x}}^{3}],{\tfrac {1}{i\hbar }}[{\hat {x}}^{2},{\hat {p}}^{3}]\right]&=-3\hbar ^{2}~.\end{aligned}}}
اصطلاح سمت راست "ناهنجاری" جمله −۳ħ2 با استفاده از قانون سادهٔ کوانتومی قابل پیش‌بینی نیست. اگر "Q" نشانگر نقشه کوانتومی باشد که در فضای فاز کلاسیکی روی "f" عمل می‌کند، ویژگی‌های زیر کاملاً مطلوب است:
```
                                                                                                                                      #

  

    

      

        

          
Q

          

            
x

          

        

        
ψ

        
=

        
x

        
ψ

      

    

    
{\displaystyle Q_{x}\psi =x\psi }

  

 and 

  

    

      

        

          
Q

          

            
p

          

        

        
ψ

        
=

        
−

        
i

        
ℏ

        

          
∂

          

            
x

          

        

        
ψ

      

    

    
{\displaystyle Q_{p}\psi =-i\hbar \partial _{x}\psi }

  

 (elementary position/momentum operators)
```

1. {\displaystyle f\longmapsto Q_{f}} is a linear map
2. {\displaystyle [Q_{f},Q_{g}]=i\hbar Q_{\{f,g\}}} (Poisson bracket)
3. {\displaystyle Q_{g\circ f}=g(Q_{f})} (von Neumann rule)

هرچند نه تنها ای ن چهار ویژگی متقابلاً متناقض است، هر کدام از سه سه مورد آن نیز متناقض است! تنها دو مورد از این ویژگی‌ها به تنهایی اثبات می‌شوند، که راه حل‌های متنوع ۲+۳ و احتمالاً ۱+۳ یا ۱+۴ هستند. پذیرش خواص ۱+۲ همراه با یک شرط ضعیف تر که ۳ در حد مجانبی h→0 درست باشد (Moyal bracket را ببینید) تغییر شکل در کوانتیزیشن و برخی شرایط فرعی و نامربوط باید فراهم شود، همان‌طور که در نظریه استاندارد مورد استفاده در فیزیک فراهم شد. پذیرش خواص ۱+۲+۳ اما محدود به فضای مشاهدات قابل اندازه‌گیری مانند معادلات مکعبی با کوانتیزه کردن هندسی برابر می‌شود.

## کوانتیزه کردن دوم: تئوری زمینه
کوانتوم مکانیک در توصیف سیستم‌های غیر نسبیتی همراه تعداد ثابتی از ذرات موفق بود، اما چارچوب جدیدی نیاز بود برای توصیف این که ذرات می‌توانند تولید شده یا نابود شوند، برای مثال، میدان الکترومغناطیسی، مانند مجموعه‌ای از فوتون‌ها در نظر گرفته شده‌است. بنابراین دریافت شد که نسبیت خاص مغایر با یک ذره مکانیک کوانتوم بود، اکنون توصیف نسبیتی ذرات توسط میدان‌های کوانتومی انجام می‌شود.
وقتی که روش کوانتیزه کردن کانونی در یک میدان، مانند میدان الکترو مغناطیسی، به کار برده شود، متغیرهای کلاسیکی عملگرهای کوانتومی می‌شوند. بنابراین روش‌های عادی شامل دامنهٔ میدان کوانتیزه می‌شوند، و کوانتوم با ذرات منفرد یا متحرک تعریف می‌شود. برای مثال، کوانتوم میدان الکترو مغناطیسی با فوتون شناخته می‌شود. برخلاف کوانتیزه کردن اول، کوانتیزه کردن دوم متعارف، در اثر عملگر کاملاً واضح و بدون ابهام است.
یک اشکال در کوانتیزه کردن کانونیک این است که با تکیه بر هامیلتونی برای تعیین وابستگی زمانی، تغییر ناپذیری نسبیتی واضح نیست